# Petunioideae
Petunioideae, potporodica biljaka dvosupnica, dio porodice Solanaceae. Sastoji se od 2 tribusa s 11 rodova; tipični je Petunia sa 17 vrsta.
Kao potporodica prvi puta je opisana u Bot. Rev. 73(2): 132. 2007

## Rodovi
1. Tribus Petunieae Horan.
  1. Fabiana Ruiz & Pav. (16 spp.)
  2. Calibrachoa Cerv. (28 spp.)
  3. Petunia Juss. (17 spp.)
  4. Brunfelsia L. (49 spp.)
  5. Leptoglossis Benth. (6 spp.)
  6. Nierembergia Ruiz & Pav. (21 spp.)
  7. Hunzikeria D´Arcy (4 spp.)
  8. Plowmania Hunz. & Subils (1 sp.)
2. Tribus Schwenckieae Hunz.
  1. Melananthus Walp. (5 spp.)
  2. Heteranthia Nees & Mart. (1 sp.)
  3. Schwenckia L. (21 spp.)